# Еншеде-горд (станція метро)
59°17′20″ пн. ш. 18°04′14″ сх. д. / 59.288889° пн. ш. 18.070556° сх. д.
«Еншеде-горд» (швед. Enskede gård) — станція Зеленої лінії Стокгольмського метрополітену, обслуговується потягами маршруту Т19.
Станція була відкрита 9 вересня 1951 року у складі черги між Гулльмарспланом і Стуребю.
 
Ще в 1930 році трамвай Ербюбанан мав тут зупинку. 
Дистанція метро між станцією Глобен та станцією Стуребю прокладена по старій трамвайній лінії.
Відстань від станції Слюссен 3.8 км.
Пасажирообіг станції в будень — 1,650 осіб (2019)
.
Розташування: мікрорайон Еншеде-горд, Седерорт, Стокгольм
Конструкція: відкрита наземна станція з однією острівною платформою на дузі.

## Операції
| Попередня станція          | Лінія | Лінія     | Лінія | Наступна станція       |
| -------------------------- | ----- | --------- | ----- | ---------------------- |
| Глобен до Гессельбю-странд |       | Лінія T19 |       | Соккенплан до Гагсетра |